# Gasterostena
Gasterostena is een geslacht van vlinders uit de familie wespvlinders (Sesiidae), onderfamilie Tinthiinae.
Gasterostena is voor het eerst wetenschappelijk beschreven door Arita & Gorbunov in 2003. De typesoort is Gasterostena vietnamica.

## Soorten
Gasterostena omvat de volgende soorten:
- Gasterostena funebris Kallies & Arita, 2006
- Gasterostena ikedai Arita & Gorbunov, 2003
- Gasterostena rubricincta Kallies & Arita, 2006
- Gasterostena vietnamica Arita & Gorbunov, 2003